# Calophasia platyptera
Calophasia platyptera (tên tiếng Anh: Antirrhinum Brocade) là một loài bướm đêm thuộc họ Noctuidae. Nó được tìm thấy ở miền nam châu Âu, Cận Đông, miền tây Sahara, Maroc, Algérie, Tunisia.
Sải cánh dài khoảng 30 mm. Con trưởng thành bay từ đầu spring đến tháng 11. Có nhiều lứa trong năm.
Ấu trùng ăn các loài the flowers và leaves của Antirrhinum và Linaria.